# Alfredo Trifogli
Alfredo Trifogli (22 de setembro de 1920 - 21 de março de 2013) foi um político italiano que serviu como senador por duas legislaturas (1976–1979, 1987) e prefeito de Ancona por três mandatos (1964, 1969–1973 e 1973–1976).